# Верхній Рогачик (курган)
Верхній Рогачик — один з поховальних пам'ятників скіфської знаті, поблизу селища міського типу Верхній Рогачик Херсонської області.
Датується кінцем IV — поч. III ст. до н.е.
Інша назва: Великий Рогачик